# Gofraid de Lochlann
Gofraid de Lochlann (mort 873) va ser un cabdill viking, esmentat a les cròniques medievals i annals irlandesos com a rei de Lochlann (849? - 873?) al segle ix i figura clau per entendre la influència nòrdica en els territoris vikings de les Illes del Nord, especialment a Escòcia i el seu paper com a progenitor de la dinastia Uí Ímair que va dominar la mar d'Irlanda a començaments de l'edat mitjana. No hi ha gaire informació sobre la seva persona encara que els seus descendents si estan documentats als annals, així com diverses especulacions sobre la relació d'aquests personatges històrics i els que apareixen en algunes sagues nòrdiques.

## Vida
Els annals fragmentaris d'Irlanda recullen la figura de Goffridh, pare d'Amlaíb Conung. El 871 Amlaíb va anar d'Erin (Irlanda) a Lochlann (Noruega?) per ajudar el seu pare a la guerra que d'altres lochlanns l'havien declarat. A les entrades de l'any 849 se cita:
| « | També aquest any, el sisè any del regnat de Máel Sechlainn, Amlaíb Conung, fill del rei de Lochlann, va arribar a Irlanda, i va portar amb ell la proclamació de molts impostos i tributs del seu pare, i va marxar sobtadament. Aleshores el seu germà petit Ímar (Ivar) va arribar després d'ell, i va portar amb ell el mateix tribut. | » |

Per tant, la cita deixa clar que Amlaíb és fill de Gofraid, rei de Lochlann, encara que la localització exacta de «Lochlann» és encara motiu de disputa. Sovint es tradueix com Noruega, encara que Ó Corráin argumenta que «és l'Escòcia vikinga i molt probablement inclou Mann».

Els Annals fragmentaris d'Irlanda registren la mort de Gofraid el 873:
| « | Ég righ Lochlainne .i. Gothfraid do tedmaimm grána opond. Sic quod placuit Deo. (trad. "La mort sobtada i de forma horrible del rei de Lochlann [Gofraid]. Això va complaure a Déu.") | » |

Aquesta entrada va crear gran controvèrsia entre historiadors, perquè d'altres entrades ometen el nom de Gofraid i només parlen de la mort d'un anònim rei de Lochlann. James Henthorn Todd creu que l'entrada es refereix a la mort d'Ímar a la traducció de Cogad Gáedel re Gallaib. Clare Downham manifesta que «no existeixen proves contemporànies que recolzin la hipòtesi que el pare [d'Amlaíb] es digués Gofraid». Ja que els annals es van escriure en data desconeguda, prop d'inicis del segle xi, per la qual cosa no pot considerar-se com definitiva. Ó Corráin argumenta que l'any 873 «no és cronològicament impossible, ja que els seus fills apareixen a Irlanda 25 anys abans, possiblement en els seus vint-i-tants, el que dona sentit que morís prop dels seixanta anys».

## Antecessors
Els Annals fragmentaris, a la seva entrada pels anys 871-872, esmenten: 
| « | En aquest any, el desè del regnat Áed Findliath, Ímar fill de Gothfraid, fill de Ragnall, fill de Gothfraid Conung, fill de Gofraid i el fill d'aquell home que va deixar Irlanda, Amlaíb, va saquejar d'oest a est, i de sud a nord. | » |

Aquesta cita suggereix un arbre genealògic per a Gofraid, però pels historiadors sense valor històric, i també els intents de vincular els reis de Lochlainn amb figures històriques, no han estat satisfactoris. No existeix evidència històrica, ni lingüística per vincular Lothlend/Laithlind amb Noruega, i tampoc la dinastia de Dublín amb la llegendària història dels Ynglings de Vestfold.

## Herència

Uí Ímair: "Halfdan" és Halfdan Ragnarsson, presunt germà d'Ivar el desossat la relació del qual com a fill de Gofraid és «dubtosa».

Al marge de l'esmentat Amlaíb Conung, Gofraid va tenir almenys dos fills més: Ímar i Óisle (Ivar i Auisle). Els Annals d'Ulster citen un rei de "Laithlinne" l'hereu del qual, Thórir, va conduir un exèrcit fins a Irlanda el 848 i va morir al camp de batalla. Encara que res no suggereix que el rei fos Gofraid, l'entrada és un any anterior a la menció d'Amlaíb com a fill del rei als Annals fragmentaris.

Segons els Annals fragmentaris (any 867):
| «                                      | Hi va haver una trobada entre Óisle, fill del rei de Noruega, i Amlaíb, el seu germà. El rei va tenir tres fills: Amlaíb, Ímar i Óisle. Óisle era el més petit, però el més gran en valor, ell va eclipsar als irlandesos en llançament de javelines i força amb llances. Ell va superar els noruecs amb espases i disparant fletxes. Els seus germans l'odiaven, i Amlaíb sobretot; el motiu no se sap pel temps que va passar. Els dos germans, Amlaíb i Ímar, van anar a consultar l'assumpte sobre el jove Óisle; van amagar les raons per matar-lo, no les van dir, en el seu lloc van cercar excuses per poder matar-lo; i més tard van decidir matar-lo. | » |
| — Annals fragmentaris d'Irlanda, § 347 | |   |

Quan Óisle va visitar Amlaíb, le va dir primer:
| «                                      | Germà, si la teva esposa [la filla de Cináed] no t'estima, dona-me-la a mi, i qualsevol cosa que hagis perdut per ella, jo t'ho donaré. Quan Amlaíb va escoltar això, va créixer en gelosia, va aferrar la seva espasa i la va enfonsar al cap d'Óisle, el seu germà, matant-lo. Després d'això, hi va haver una gran lluita entre ells [els seguidors del rei, Amlaíb, i aquells del germà que havia matat]; aleshores van sonar les trompetes de batalla en ambdues parts. | » |
| — Annals fragmentaris d'Irlanda, § 347 | |   |

El 870 el castell de Dumbarton va ser assetjat per Amlaíb Conung i Ímar, «els dos reis dels norsemen», els que «van regressar a Dublín des de Britànnia» a l'any següent amb nombrosos captius. Possiblement, Ímar va succeir a Gofraid, almenys breument, ja que va morir el 873. La seva mort es recull als Annals d'Ulster:
| « | Imhar rex Nordmannorum totius Hibernię & Brittanie uitam finiuit (trad. Ivar rei dels vikings noruecs de tota Irlanda i Britànnia va acabar la seva vida.) | » |

Amlaíb va morir a l'any següent a la campanya contra Escòcia, o potser abans de l'any 872.
De tota manera, la descendència de Gofraid ha estat sempre en la controvèrsia, a causa de les interpretacions sobre els germans i el seu possible vincle amb figures llegendàries de les sagues nòrdiques.